# Come into My World
„Come into My World“ је песма аустралијске певачице Кајли Миног. Објављена је као четврти и последњи сингл са њеног осмог студијског албума Fever, у новембру 2002. године у издању дискографских кућа Парлофон и Капитол Рекордс.

## Успех на топ листама
У новембру 2002. године, песма је дебитовала на осмом месту званичне топ-листе Велике Британије и четврти место службене аустралијске топ-листе. То јој је највећи успех. Није се појавила на Билборд. Песма је добила златну сертификацију у Аустралији.

## Видеоспот
Видео-спот за пјесму приказује Кајли како се шета у круг квартом Булоњ Бијанкур у предграђу Париза у Француској. Сваки пут кад заврши свој круг, нова Кајли изађе из једног од дућана и настави шетњу са "старом" Кајли, с тим што има нешто другачије покрете. Сваки догађај у позадини се понавља. Кроз видео-спот Кајли уради четири круга и "створе" се четири "нове" Кајли. Такође, догађаји у позадини се понављају четири пута. Видео-спот се завршава са пети Кајли кругом.

## Листа песама
Канадски CD сингл
1. "Come into My World" (Сингл верзија) — 4:07
2. "Come into My World" (Fischerspooner Mix) — 4:28

Британски CD 1
1. "Come into My World" (Сингл верзија) — 4:07
2. "Come into My World" (Ashtrax Mix) — 5:02
3. "Come into My World" (Robbie Rivera's Hard and Sexy Mix) — 7:01
4. "Come into My World" (Видео-спот)

Британски CD 2
1. "Come into My World" (Сингл верзија) — 4:07
2. "Love at First Sight" (Live Version 2002 Edit) — 4:19
3. "Fever" (Live Version 2002) — 3:43

Британски DVD сингл
1. "Come into My World" (Kylie Fever Live Video) — 6:12
2. The Making of "Come into My World"
3. "Come into My World" (Fischerspooner Mix Slow)

## Историја објављивања
| Држава               |                    | Формат   |
| -------------------- | ------------------ | -------- |
| Аустралија           | 2. новембар 2002.  | CD сингл |
| Уједињено Краљевство | 11. новембар 2002. | CD сингл |